# Tyler Herro
Tyler Christopher Herro (ur. 20 stycznia 2000 w Milwaukee) – amerykański koszykarz, grający na pozycji rzucającego obrońcy, obecnie zawodnik Miami Heat.
W 2016 zajął ósme miejsce w turnieju Adidas Nations. W 2018 wystąpił w meczach wschodzących gwiazd – Jordan Brand Classic i Nike Hoop Summit.
W 2019 reprezentował Miami Heat podczas letniej ligi NBA w Las Vegas i Sacramento.

## Osiągnięcia
Stan na 21 czerwca 2023, na podstawie, o ile nie zaznaczono inaczej.
NCAA
- Uczestnik rozgrywek Elite 8 turnieju NCAA (2019)
- Najlepszy nowo przybyły zawodnik sezonu Southeastern (SEC – 2019)
- Wybrany do:
  - I składu:
    - najlepszych pierwszorocznych zawodników:
      - NCAA (2019 przez trenerów, Basketball Times, CollegeInsider)
      - SEC (2019)

    - turnieju regionalnego All-Midwest NCAA (2019)

  - II składu SEC (2019)
  - SEC Academic Honor Roll (2019)

NBA
- Wicemistrz NBA (2020, 2023[3])
- Zaliczony do II składu debiutantów NBA (2020)[4]
- Powołany do udziału w Rising Stars Challenge (2020 – nie wystąpił z powodu urazu)[5]
- Uczestnik konkursu rzutów za 3 punkty (2023)[6]

## Statystyki w NBA
Na podstawie basketball-reference.com, stan na koniec sezonu 2019/20

### Sezon Regularny
| Sezon   | Drużyna    | M  | S5 | MPG  | FG%   | 3P%   | FT%   | RPG | APG | SPG | BPG | PPG  |
| ------- | ---------- | -- | -- | ---- | ----- | ----- | ----- | --- | --- | --- | --- | ---- |
| 2019/20 | Miami Heat | 55 | 8  | 27,4 | 42,8% | 38,9% | 87,0% | 4,1 | 2,2 | 0,6 | 0,2 | 13,5 |
| Razem   |            | 55 | 8  | 27,4 | 42,8% | 38,9% | 87,0% | 4,1 | 2,2 | 0,6 | 0,2 | 13,5 |

### Play-Offy
| Sezon | Drużyna    | M  | S5 | MPG  | FG%   | 3P%   | FT%   | RPG | APG | SPG | BPG | PPG  |
| ----- | ---------- | -- | -- | ---- | ----- | ----- | ----- | --- | --- | --- | --- | ---- |
| 2020  | Miami Heat | 21 | 5  | 33,6 | 43,3% | 37,5% | 87,0% | 5,1 | 3,7 | 0,4 | 0,1 | 16,0 |
| Razem |            | 21 | 5  | 33,6 | 43,3% | 37,5% | 87,0% | 5,1 | 3,7 | 0,4 | 0,1 | 16,0 |